# Peter Braunholz

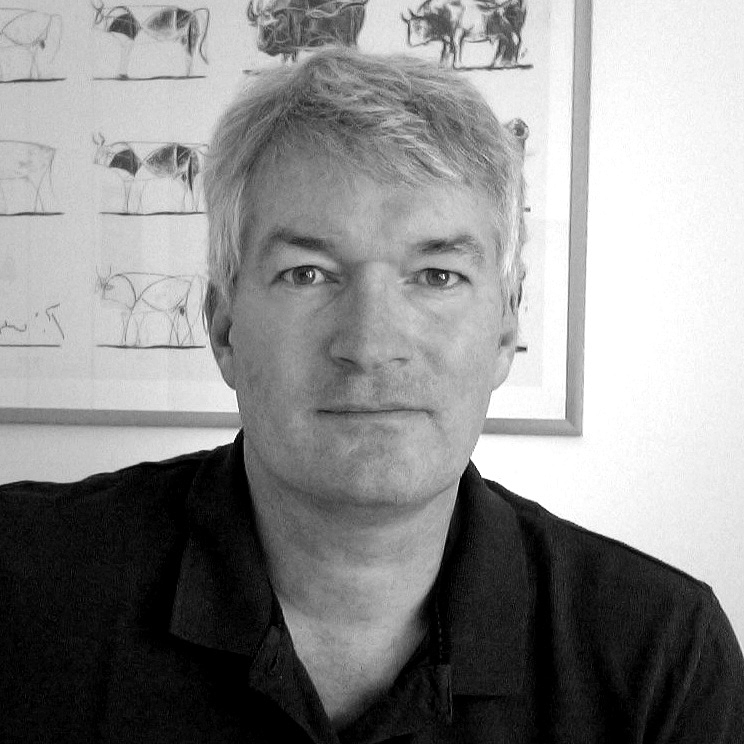
Peter Braunholz (2015)

Peter Braunholz (* 12. April 1963 in Langenhagen) ist ein deutscher Fotokünstler, Musiker, Komponist und Musikproduzent.

## Leben und Wirken
Peter Braunholz erhielt als Kind eine klassische Klavierausbildung. 1983 hatte er einen Studienaufenthalt am Musicians Institute of Technology in Los Angeles und studierte anschließend Germanistik und Filmwissenschaften an der Johann Wolfgang Goethe-Universität Frankfurt am Main. Während des Studiums arbeitete er als Live- und Studiomusiker (E-Bass, Gitarre und Keyboards) und absolvierte zahlreiche Auftritte, auch in Radio- und Fernsehsendungen (u. a. in der Sendung Verstehen Sie Spaß? als Bassist von Patricia Kaas).
Von 1988 bis 1992 arbeitete er als Musiker, Arrangeur und Produzent in den Tonstudios von DMC Music Publishing in Rüsselsheim.
Im September 1993 eröffnete Braunholz ein Atelier für Gestaltung in Frankfurt am Main und realisierte in der Folge Kommunikationsprojekte für Unternehmen und Verlage. Auch für den Frankfurter Societäts-Verlag war er als Autor, Gestalter und Fotograf tätig.
Ab 1999 konzentrierte sich Braunholz zunehmend auf die Fotokunst. Ab 2008 wurde er von der Kölner Galerie Jones vertreten, anschließend von den Galerien Judith Andreae in Bonn, Julia Philippi in Heidelberg, Wesner in Konstanz, Anja Knoess in Köln und Mäder in Basel. Seitdem ist er mit seinen Arbeiten in Ausstellungen, Messen und Sammlungen international vertreten und wurde vielfach international ausgezeichnet.
2022 begann Braunholz in seinem eigenen Tonstudio mit Kompositionen und Tonaufnahmen für die von ihm neu gegründeten Musikprojekte Asvasana (solo), Brownie (solo), Groovaz (mit Saxophonist Vladimir Strecker) und Unosonar (solo). Bis Ende 2024 komponierte und veröffentlichte er über 100 Musikstücke für diese Projekte – die Kompositionen des Albums "Ocean Drive" der Groovaz gemeinsam mit Vladimir Strecker. Seitdem ist er als Komponist außerordentliches Mitglied der deutschen Verwertungsgesellschaft GEMA. Der Groovaz-Titel "Joggers On The Beach" erreichte im Juni 2024 Platz 1 in den spanischen Smooth Jazz Charts. Platz 2 erreichte dort der Titel "good news" seines Soloprojekts Brownie im Januar 2024. Seit Juli 2023 (Brownie und Groovaz) und seit November 2024 (Unosonar) veröffentlicht das deutsche Jazz Label Mons Records die Musik dieser Projekte.
Er lebt im österreichischen Bad Hofgastein.

## Fotografisches Werk
Braunholz fotografiert Landschaften und Architektur, zumeist in Farbe und in stilistischer Vielfalt. Wiederkehrendes Thema seiner Arbeit als Fotokünstler sind Ansichten der Wirklichkeit, die in seinen Bildern unwirklich scheinen, aber weder inszeniert noch manipuliert sind („Parallele Wirklichkeiten“).

„Die Stärke des Fotografen Braunholz liegt (…) in seiner konzeptuellen Auffassung der Welt. Denn Braunholz interessiert sich vor allem für die sogenannte Wirklichkeit und wie man diese wahrnimmt. Es geht ihm in erster Linie um den fotografischen Blick in parallele Wirklichkeiten, was nicht – wie so oft bei anderen Künstlern – zu einer Art Dichotomie zwischen Traum und Wirklichkeit, Fiktion und Fakt führen muss...Hier geht es nicht um das Fantastische oder gar Surreale, wohl aber um einen gleichzeitig dokumentarischen wie auch abstrahierenden Blick auf die Dinge und ihr Wesen, ihre Essenz (…) Durch seine besondere Sehkraft, die durch seinen äußerst sensiblen Blick auf die Welt definiert wird, schafft Peter Braunholz Momentaufnahmen, die uns als Betrachter Einblicke in eine Vielzahl weiterer Parallelrealitäten ermöglichen.“

„Peter Braunholz aus Frankfurt hat einen besonderen Zugang zur Fotografie, der auf einem einzigartigen Verständnis des Mediums beruht. Im Gegensatz zu den inszenierten oder maßgeblich am Computer konstruierten Werken renommierter Kollegen wie Jeff Wall oder Thomas Ruff basieren seine Arbeiten auf einem Vergleich zwischen der uns umgebenden Wirklichkeit und künstlich geschaffenen Illusionen (…) Braunholz geht es um mehr als die bloße Erfassung von Objekten und Ereignissen, er ist den geheimen Zusammenhängen und Verbindungen im wirklichen Leben auf der Spur.“

## Ausstellungen (Auswahl)
- 2009: Galerie Jones, Tell it like it is, Köln, Gruppenausstellung[13]
- 2013:  Kunstverein Böblingen, (In)habitancy, Böblingen | Kuratiert von Simone Kraft[14]
- 2013: Huantie Times Art Museum, A cross-cultural view, Peking | Kuratiert von Juan Xu (Duo)[15]
- 2014: Stadt Dresden, Dresden Public Art View, Internationale Billboard Ausstellung, Dresden, Gruppenausstellung[16]
- 2015: Los Angeles Center of Digital Art, International Juried Exhibition, (California Museum of Photography), Los Angeles (USA)[17]
- 2015: Musée du Louvre, Exposure Award Finalists, Paris[18]
- 2015: Arsenale di Venezia, Arte Laguna Prize Finalists, Venedig[19]
- 2016:  Beyond – Von fotografischen Wirklichkeiten, Galerie Anja Knoess, Köln (Solo)[20]
- 2016: Brighton Photo Biennal, Brighton
- 2016: SF Camerawork „Lensculture Finalists Exhibition“, San Francisco[21]
- 2016: Angkor Photo Festival, Angkor
- 2016: Photokina, Köln (Hahnemühle Artist Signing)[22]
- 2017: Lensculture Finalists, Digitale Presentationen auf Fotofestivals, weltweit
- 2017: Mannheimer Kunstverein, Mannheim[23]
- 2017: Vienna Photobook Festival, Wien[24]
- 2018: Kulturgeschichtliches Museum Osnabrück[25]
- 2018: Galerie Anja Knoess, Stadtwerke, mit Jens Hausmann und Jan Muche, Köln[26]
- 2018: Kunstverein Friedberg, Farbe und Raum, Friedberg (Hessen)[27]
- 2018: Kunstverein Germersheim, Die Verklärung des Gewöhnlichen(Duo), Germersheim[28]
- 2018: Museum Sinclair-Haus, Aussicht – Einsicht, Gruppenausstellung, Bad Homburg[29]
- 2019: Kunst Haus Wien – Museum Hundertwasser, Über Leben am Land, Gruppenausstellung,[30]
- 2018: Galerie Anja Knoess, Parallelwelten, Gruppenausstellung[26]
- 2021: Burg Kronberg, Die Magie des Scheinbaren, Einzelausstellung,  Kronberg im Taunus[31]
- 2021: Kallmann-Museum, Entgrenzungen von öffentlichen und privaten Sphären, Gruppenausstellung[32]
- 2022: Mannheimer Kunstverein, Galerientage 2022, Mannheim[33]
- 2022: Kunstverein Germersheim, Ausstellung zum 40-jährigen Jubiläum des KV Germersheim, mit Werner Pokorny u. a., Germersheim[34]

## Auszeichnungen (Auswahl)
- 2015: Finalist, Arte Laguna Prize, Venedig
- 2015: Silver Star Award, ND Photography Awards, London
- 2016: Finalist, Lens Culture Street Photography Awards, San Francisco[35]
- 2018: 1. Preis IPA International Photography Awards, Los Angeles
- 2018: 1. Preis Gala-Pollux Awards, Ecken, York[36]
- 2018: 1. Preis Gala-Pollux Awards, Topophilia, York[36]
- 2018: International Architecture Photographer of the Year, Gala-Pollux Awards, York[36]

## Veröffentlichungen
- Peter Braunholz, Gérard A. Goodrow, Thomas Vinson: Die Verklärung des Gewöhnlichen/The Transfiguration of the Commonplace/La transfiguration du banal. Eigenverlag, Kronberg im Taunus 2019, ISBN 978-3-9819501-3-7.
- Peter Braunholz, Werner Lutz, Heinz Stahlhut: Peter Braunholz – Natures. Galerie Mäder Basel, Basel 2019, ISBN 978-3-906172-53-8.
- Peter Braunholz, Gérard A. Goodrow: Fotografische Wirklichkeiten/Photographic Realities. Kehrer Verlag Heidelberg Berlin, Heidelberg 2017, ISBN 978-3-86828-768-4.
- Peter Braunholz: Ecken (Corners) by Peter Braunholz. Positive Magazine, Berlin 2017.
- Peter Braunholz: Übergriffe. Kunstturm Mücke, Mücke 2014.
- Peter Braunholz: Selected works 2008–2013. Hrsg.: Galerie Wesner. Konstanz 2013.
- Peter Braunholz: Works 2010. Hrsg.: Peter Braunholz. Kronberg i. Ts. 2011.
- Peter Braunholz: Individualization. Hrsg.: Peter Braunholz. Kronberg i. Ts. 2010.
- Peter Braunholz: Works 2009/2010. Hrsg.: Peter Braunholz. Kronberg i. Ts. 2010.
- Peter Braunholz, Britta Boerdner, Christian Setzepfandt: Der Frankfurter Hauptfriedhof. Societäts-Verlag, Frankfurt am Main 2009, ISBN 978-3-7973-1147-4.
- Peter Braunholz: Works 2008/2009. Hrsg.: Peter Braunholz. Kronberg i. Ts. 2009.
- Peter Braunholz: Mixed works. Hrsg.: Peter Braunholz. Kronberg i. Ts. 2008.

## Diskografie
BROWNIE (Soloprojekt)
- Summer's Gone (Single, 2021, BROWNIE)
- To The Horizon (Single, 2021, BROWNIE)
- What's Up? (Single, 2021, BROWNIE)
- Brazilian Love (Single, 2021, BROWNIE)
- Babbling Brook (Single, 2021, BROWNIE)
- Gentle Surf (Single, 2022, BROWNIE)
- Mornin' (Single, 2022, BROWNIE)
- Skatelite (Single, 2022, BROWNIE)
- Susana (Single, 2022, BROWNIE)
- Amarillo (Single, 2023, BROWNIE)
- Sunday Afternoon (Single, 2023, BROWNIE)
- Funky Walk (Single, 2023, BROWNIE)
- Topanga (Single, 2023, BROWNIE)
- Easy (Single, 2023, BROWNIE)
- Metamorphosis (Single, 2023, BROWNIE)
- Amarillo (Lounge Mix) (Single, 2023, BROWNIE)
- Endless Summer (EP, 2023, Mons Records)
- Endless Summer (Single, 2023, Mons Records)
- Happy Hour (Single, 2023, Mons Records)
- Good News (Single, 2023, Mons Records)
- Lounge Lizard (Single, 2023, Mons Records)
- Morning Walk (EP, 2024, Mons Records)
- Get Loose (EP, 2024, Mons Records)
- Funky Walk (EP, 2024, Mons Records)
- Tender Promises (EP, 2024, Mons Records)
- Thinking Of You (EP, 2024, Mons Records)
- Blue Dancer (EP, 2024, Mons Records)
- Feel You Close (EP, 2024, Mons Records)
- Rainshowers Passing By (EP, 2024, Mons Records)
- Expecting Friends (EP, 2024, Mons Records)
- Nutcracker (EP, 2024, Mons Records)
- A Walk In The Park (EP, 2024, Mons Records)
- Slow Jam (EP, 2024, Mons Records)
- Joyride (EP, 2024, Mons Records)
- Here And Now (EP, 2024, Mons Records)
- Let's Call It A Day (EP, 2024, Mons Records)
- Let's Get Funky (EP, 2024, Mons Records)
- Chill Pill (EP, 2024, Mons Records)
- Saltsticks (EP, 2024, Mons Records)
- Dreaming (EP, 2024, Mons Records)
- Looking Forward (Single, 2025, Mons Records)
- Secret Revealed (LP, 2025, Mons Records)
- Falling In Love (Single, 2025, Mons Records)
- Love Island (LP, 2025, Mons Records)
- Candlelight (Single, 2025, Mons Records)
- Street Life (Single, 2025, Mons Records)
- Rotation (LP, 2025, Mons Records)

GROOVAZ (Duoprojekt mit Vladimir Strecker)
- Ocean Drive (LP, 2024, Mons Records)
- Sundowner Drive (Single, 2024, Mons Records)
- Negroni Mood (Single, 2024, Mons Records)
- Easy Going (Single, 2024, Mons Records)
- Nature Boy (Single, 2024, Mons Records)
- Summer Breeze (Single, 2024, Mons Records)
- Blue Hour (Single, 2024, Mons Records)
- Joggers On The Beach (Single, 2024, Mons Records)
- Frisco Beat (Single, 2024, Mons Records)
- Cosmic Wave (Single, 2024, Mons Records)
- Beach Party (Single, 2024, Mons Records)
- Floating In The Sea (Single, 2024, Mons Records)
- White Beaches (Single, 2024, Mons Records)

UNOSONAR (Soloprojekt)
- Shaman Dance (Single, 2021, BROWNIE)
- Get Loose (Single, 2021, BROWNIE)
- Spheres (Single, 2021, BROWNIE)
- Acamar (Single, 2021, BROWNIE)
- Ganymed (Single, 2021, BROWNIE)
- Dance Me Up (Single, 2021, BROWNIE)
- Smooth Dance (Single, 2021, BROWNIE)
- Peace (Single, 2021, BROWNIE)
- Wavegroovin' (Single, 2021, BROWNIE)
- Cosmology (Single, 2023, BROWNIE)
- Orion (Single, 2023, BROWNIE)
- Visit Mars (Single, 2023, BROWNIE)
- Shaman Dance - Remix (Single, 2025, Mons Records)
- Also Sprach Zarathustra (Single, 2025, Mons Records)
- Waves (LP, 2025, Mons Records)

ASVASANA (Soloprojekt)
- Floating (EP, 2021, BROWNIE)
- Silence (LP, 2024, BROWNIE)
- Journey (LP, 2024, BROWNIE)